# Chaplin (televíziós sorozat)
A Chaplin (eredeti címén Chaplin & Co.) francia-indiai televíziós 3D-s számítógépes animációs sorozat. Az 1992-ben bemutatott Chaplin című mozifilm alapján készült. Franciaországban a France 3 tűzte műsorra. Magyarországon a Minimax és JimJam adta le.

## Ismertető
A sorozat főhőse Chaplin, aki egy valódi álmodozóember. Örökké minden dolognak ő a pozitív oldalát nézi. Van neki fogkefe bajsza és egy már védjegyének számító sétapálcája valamint egy keménykalapja is, amelyekkel kész szembenézni minden félével. Hozzon bármit is az élete. A barátjával, aki egy kölyök vele rendszeresen valahogy valamilyen kalamajkába keverednek.

## Szereplők
- Chaplin – A sorozat főszereplője, aki nagyon álmodozik és mindennel szembe néz.
- Kölyök – Chaplin barátja, akivel közösen Chaplin mindig kalamajkába keveredik.

## Epizódok
1. A repülő ajándék (The Flying Gift)
2. A kezdő közrendőrnő (The Meter Maid)
3. Deszkázz (Skate!)
4. Ne hátrálj meg, zsákolj (The Dunks of Wrath)
5. A szemétládaügynök (The Saleswoman)
6. Az autóverseny (Not Fast and Not Furious)
7. Hamburgerszerelem (Love Burger)
8. A csontkovács (Mind the Back)
9. A kísértetház (The Haunted House)
10. A kutyakozmetika (Royal Shampooing)
11. Ne szereld magad (Do not Build it Yourself)
12. Chaplin 2.0 (Chaplin 2.0)
13. A csini próbababa (Pretty Dummy)
14. Az ügyetlen bébicsősz (The Clumsy Nanny)
15. Egy maroknyi porért (A Fistful of Dust)
16. Zacskóharc (Plastigeddon)
17. Járda TV (Sidewalk TV)
18. Céllövölde (A Crack Shot)
19. Szuper kutya (Top Dog)
20. A kölyök szerelembe esik (Kid in Love)
21. A kábeltévés (The Cable Guy)
22. Csapó és szerelem (Love at First Clap)
23. Repül a repül a kunyhó (?)
24. Szafari a parkban (Safari at The Park)
25. Adogatás (S.M.A.S.H.)
26. A szorító királya (The King of the Ring)
27. Tankold tele (Pump it Up)
28. Mobilmánia (Looking for my Cellphone)
29. Tömd be máskor (Licence to Fill)
30. Villámrandi (Speed Dating)
31. A karácsonyi pulyka (Christmas Turkey)
32. A fénykép-automata (The Photo Booth)
33. Magándetektív Bollywood-ban (A Private Eye in Bollywood)
34. Kapj el ha tudsz (Tease me if you Can)
35. Kandi kamera (Got you!)
36. Légy vendégem (Be my Guest)
37. Kövesd a nyulat (Follow the Rabbit)
38. Szabad madár (Free Birdy)
39. Zeneóra (The Music Lesson)
40. ? (Someone Like me)
41. ? (The Intruder)
42. Vigyázz nyuszi (Beware Rabbit!)
43. A címzett ismeretlen (Unknown Address)
44. Golfra fel (?)
45. Kényes helyzet (?)
46. Egy nap a múzeumban (A Day in the Museum)
47. A nagykutya (?)
48. Fodrásznál (Bad Hairy Day)
49. Hanging On-ban (?)
50. A teremőr (The Museum Guard)
51. A parkolófiú (The Valet)